# Reperkussion
Bei der Reperkussion (lateinisch Wiederstoßen) handelt es sich um eine spezielle Gesangstechnik beim Singen eines Tones mit konstanter Tonhöhe.
Die Technik wurde und wird besonders im Gregorianischen Choral angewendet, wenn Tonwiederholungen durch bestimmte Neumen, wie zum Beispiel durch eine Distropha oder eine Tristropha vorgeschrieben sind. Der Gesang wird in der Lautstärke moduliert, ohne dass es dabei notwendigerweise zu einer Tonhöhenschwankung, also einem Vibrato kommt. Wenn der Gesang nicht solistisch vorgetragen wird, modulieren die Sänger entsprechend dem Dirigieren des Kantors ihre Stimmen im Gleichtakt. Das einwandfreie Singen von Reperkussionen erfordert gesangstechnische Übung und eine entsprechende Atemstütze.
Ein ähnlich lautender Begriff, der jedoch etwas anderes bedeutet, ist das Wort „Repercussa“. Dies ist eine andere Bezeichnung für den Rezitationston, einen wichtigen Strukturton innerhalb der Kirchentonarten.

## Beispiel
Im folgenden Hörbeispiel ist der Beginn des Offertoriums von Epiphanie, Reges Tharsis (lateinisch Könige von Tarsis), zu hören, bei dem die reperkutierten Töne auf der Silbe „-sis“ mit verschieden langen Dehnungen ertönen. Die jeweils letzte Stropha der beiden Tristrophae und die dazwischenliegende Virga sind episemiert und zur Verdeutlichung neographisch dargestellt. Auf lautmalerische Weise wird damit die lange und beschwerliche Reise der Könige mit ihrer Karawane musikalisch dargestellt.
| Beginn des Offertoriums Reges Tharsis |
| ------------------------------------- |
|                                       |
|                                       |